# 涅扎梅特內島
涅扎梅特內島是俄羅斯的島嶼，屬於北地群島的一部分，位於十月革命島以北300米的喀拉海，由克拉斯諾亞爾斯克邊疆區負責管轄，長0.85公里、寬0.65公里，島上無人居住。